# Cynisca liberiensis
Cynisca liberiensis är en ödleart som beskrevs av  George Albert Boulenger 1878. Cynisca liberiensis ingår i släktet Cynisca och familjen Amphisbaenidae. Inga underarter finns listade i Catalogue of Life.